# Chiazzano
Chiazzano è un sobborgo di Pistoia, in Toscana, e si trova ad un'altitudine di 50 metri sul livello del mare. Ubicato a circa 4 chilometri ad Est del centro di Pistoia, fa parte dell' area suburbana della città.

## Geografia fisica
Il territorio è completamente pianeggiante e fa parte del bacino idrografico dell'Arno.
Si può stabilire che le frazioni confinanti sono: a Ovest il Chiodo e Canapale, a Sud Badia a Pacciana (confine segnato dal torrente Brana), a Est Le Querci, a Nord Chiesina Montalese (confine segnato dalla ferrovia Firenze-Lucca); sono tutte frazioni del comune di Pistoia. Le più importanti vie di comunicazione che attraversano Chiazzano sono la statale 719 (ex Sp1) e la SP2 che collegano Pistoia ad Agliana e Prato.

## Storia
La presenza sul territorio di tracce di centuriazione romana lascia supporre che già intorno al I secolo a.C. vi fosse a Chiazzano una discreta attività dell'uomo sia per ciò che riguarda la realizzazione di scoli per il convogliamento delle acque, sia per ciò che riguarda la costituzione della rete di comunicazione viaria.
L'origine del toponimo è verosimilmente legata alla costituzione dei poderi, o fundus, di quel periodo ed è relativa al nome dell'assegnatario di una di quelle terre: Clathano, che rinvia ad un fundus Clatiani.
In epoca alto-medievale la zona viene assoggettata alla dominazione dei Longobardi, e anche gli insediamenti umani ne risentono sotto vari aspetti sociali. A partire da questo periodo infatti è frequente la costruzione da parte delle famiglie più abbienti di chiese private, che vengono poi elargite alle autorità ecclesiastiche come offerta per l'espiazione delle colpe terrene dei signorotti.
Una di queste famiglie, Petroni, nel 1046 fa atto di donazione alla Canonica di Pistoia della chiesa di "Santa Maria detta a Claptiano" con alcuni terreni circostanti. 
Con la deviazione del corso di due torrenti della zona, nel 1210 il Comune di Pistoia compie i processi di bonifica della zona di Chiazzano, stabilendo l'attuale conformazione fluviale. Da questo periodo, per i secoli a venire, l'attività agricola del comprensorio subisce un nuovo impulso e la via che transita per Chiazzano acquista maggiore rilevanza nei collegamenti tra Pistoia e Prato. 
Proprio a causa della crescente importanza dei collegamenti Pistoia-Prato, a partire dal secondo dopoguerra le abitazioni, gli esercizi commerciali e i servizi si condensano lungo le vie provinciali, poste alcune centinaia di metri a nord del borgo che include l'antica Chiesa di Santa Maria Assunta. 
Proprio sulla via provinciale viene costruita fra il 1954 ed il 1957 per volontà del parroco Don Antonio Tesi anche la nuova chiesa chiamata anch'essa Santa Maria.
Un'altra ipotesi sulla fondazione di Chiazzano di cui molti paesani sono convinti sarebbe fondata sull'arrivo di alcuni migranti coloni originari di Chievo Verona, discesi in Toscana intorno al I secolo a.C. con l'intento di imparare nuove coltivazioni vinicole: sarebbe da imputare al loro arrivo e alle loro incredibili scoperte la produzione attuale del vino "Chianti della Val di Chiazzano Allargata" per cui il paese risulta famoso e meta di pellegrinaggi da parte di enologi da tutto il mondo. Ad avvalorare tale ipotesi inoltre è il fatto che durante la celeberrima festa del paese sono appese bandiere giallo-blu, in onore dei colori sociali del Chievo Verona. Anche lo staff della festa veste in onore dei suddetti colori maglie canarine con scritta blu cobalto: infatti a Chiazzano "vestire la maglia gialla" significa servire il proprio paese, anche con il sangue (giallo). I cantori narrano di una epica guerra tra Chiazzano e Badia a Pacciana in cui i Chiazzanesi, vestiti in giallo, affondano la flotta nemica sul fiume Brana prima dell'invasione paccianese.

## Società
Chiazzano si è affermato negli ultimi decenni come importante centro florovivaistico, contribuendo a rendere Pistoia un punto di riferimento del vivaismo anche a livello internazionale: infatti alcune importanti ditte di questo settore hanno qui la loro sede o loro impianti di coltivazione e qui anche più piccole aziende, talvolta a carattere familiare hanno trovato sviluppo. Va ricordato l'importante ruolo ricoperto dalla Cassa Rurale ed Artigiana di Chiazzano, che dal primo dopoguerra ha accompagnato la crescita di aziende, esercizi e attività ricreative del paese, e che si è distinta negli anni tra le molte piccole banche della zona.
A Chiazzano è molto sentita la rivalità con Badia a Pacciana, infatti durante le feste sono numerosi i cori anti Badia come: "chi non salta di Badia è"; ovviamente tutto il paese salta. Di contro, i badiapaccianesi sfottono i chiazzanesi perché non hanno il campanile, dimenticandosi però che la vecchia chiesa di Chiazzano, situata in prossimità del confine chiazzano-badiapaccianese, ne ha uno forgiato nella pietra su cui il Paese è stato fondato. Inoltre, Chiazzano vanta due chiese, due bar, le poste, l'edicola, due sportelli bancari, tutte attività di cui Badia è sprovvista. Per fortuna le tensioni sono moderate e non si è mai verificato uno scontro tra i due paesi, e anche se fosse l'esercito di Chiazzano sarebbe preparato per un eventuale conflitto.
.Nel 2013, durante la classica esibizione culinaria "Gara delle torte" svoltasi presso l'annuale "Fiera di Chiazzano", uno scandalo di mastodontiche proporzioni fu perpetrato: al dolce presentato da G.M., celebre pasticcere locale, fu attribuita una votazione pari ad una singola unità. La torta, un tiramisù al limoncello, fu valutata come "stopposa, impalpabile al gusto" da una vecchia boomer di 75 anni, sicuramente invidiosa del talento dell'artista chiazzanese. A ricordo dell'evento per i posteri, fu scolpita per l'occasione una statua, che ancora oggi troviamo davanti alla chiesa di Santa Maria Assunta. Il monumento rappresenta un busto di G.M. con tra le mani un pezzo di dolce liquefatto, pronto ad essere lanciato verso la folla inerme (il pubblico che guarda la statua), con un chiaro rimando alla rabbia e alla delusione provata dal maestro in quell'occasione per la sconfitta.

## Sport

### Impianti sportivi
A Chiazzano vi sono due importanti centri sportivi: Il Don Siro, ove vi è la sede dell'AC Tempio Chiazzano, società di calcio storica del panorama pistoiese, e il centro Renzo Zelari, impianto polifunzionale (calcio a 5, tennis, bocce).

## Monumenti e luoghi d'interesse
- Chiesa di Santa Maria Assunta
- Chiesa Vecchia (con il campanile)
- Naturart Village, ideato e gestito da G.M., noto pasticcere locale